# Stolniceni-Prăjescu
Stolniceni-Prăjescu é uma comuna romena localizada no distrito de Iaşi, na região de Moldávia. A comuna possui uma área de 63.47 km² e sua população era de 5547 habitantes segundo o censo de 2007.